# Vương quốc Corse (1794-1796)
Vương quốc Corse là một quốc gia độc lập trên đảo Corse tồn tại vào giữa những năm 1790.

## Bối cảnh và lịch sử của vương quốc
Suốt trong thời kỳ Cách mạng Pháp, Corse đã từng là một phần lãnh thổ của Pháp chỉ trong hai thập kỷ qua. Nhà lãnh đạo người Corse Pasquale Paoli, từng bị lưu đày dưới chế độ quân chủ, trở thành một thần tượng của chủ nghĩa tự do và dân chủ, chính vì vậy mà vào năm 1789, Quốc hội lập hiến đã mời ông tới Paris và được các đại biểu chào đón như một vị anh hùng trước mặt hội nghị. Sau đó ông được gửi trở về đảo Corse với quân hàm trung tướng.
Tuy vậy, Paoli cuối cùng tách ra khỏi phong trào cách mạng về vấn đề hành quyết nhà vua, và quyết định đứng về phía đảng bảo hoàng. Bị Hội nghị Quốc ước buộc tội phản quốc, ông bèn triệu tập một consulta (hội nghị lập pháp) tại Corte vào năm 1793, với chính mình làm chủ tịch, đã chính thức ra tuyên bố Corse ly khai khỏi nước Pháp. Ông yêu cầu sự bảo vệ của chính phủ Anh, sau đó tiến hành chiến tranh với nước Pháp cách mạng, và gợi ý Vương quốc Ireland làm hình mẫu cho một vương quốc tự trị trực thuộc nền quân chủ Anh. Về phía Anh quốc cho đó là một cơ hội để bảo đảm thiết lập một cơ sở vững chắc ở vùng biển Địa Trung Hải.
Năm 1794, Anh quốc phái một hạm đội tới đảo Corse dưới sự chỉ huy của Đô đốc Samuel Hood. Suốt một trận hải chiến dữ dội đã chiếm được Calvi mà sau đó khiến cho Hạm trưởng Horatio Nelson bị mất thị lực ở mắt phải. Trong một thời gian ngắn, Corse đã được bổ sung thêm vào lãnh địa của vua George III, chủ yếu là nhờ kỳ công của hạm đội của Hood và sự hợp tác của Paoli.
Hiến pháp của đảo quốc mang đậm chất dân chủ, trong đó chính phủ Anh đã bổ nhiệm Sir Gilbert Elliot làm Phó vương, đại diện cho vua Anh, một Quốc hội đơn viện được bầu chọn và Hội đồng này đóng vai trò như là cơ quan chấp pháp của Vương quốc, với Carlo Andrea Pozzo di Borgo, đảm nhiệm chức vụ procureur-general-syndic (trưởng quan chính quyền dân sự) và sau đó là chủ tịch hội đồng nhà nước làm người đứng đầu.
Mối quan hệ giữa chính phủ Paoli và người Anh không bao giờ được xác định rõ ràng, tuy nhiên, kết quả là có rất nhiều nghi vấn về nhà cầm quyền; đặc biệt là những căng thẳng phát sinh từ các cuộc xung đột giữa lòng trung thành Sir Gilbert với nền quân chủ Anh, và khuynh hướng cộng hòa của Paoli và mong muốn bảo vệ quyền tự chủ của đảo Corse. Cũng có sự chia rẽ nảy sinh giữa Corte, thủ đô truyền thống và thành trì nội địa, với Bastia nơi Sir Gilbert dời đô vào đầu năm 1795, và là trung tâm cho các hoạt động của đảng bảo hoàng người Pháp và Corse. Do Tây Ban Nha sắp sửa tham chiến cùng Pháp, người Anh nhận ra vị trí của họ ở Địa Trung Hải rơi vào tình cảnh bấp bênh, và quyết định rút hết lực lượng rời khỏi hòn đảo này vào tháng 10. Triều đình mời Paoli từ chức và trở về sống lưu vong ở Anh kèm theo chút lương hưu, vì không có sự thay thế nào khác, ông buộc phải tham gia cùng người Anh trong chuyến rút quân của họ ra khỏi đảo. Ngày 19 tháng 10 năm 1796, người Pháp mang quân tái chinh phục Bastia và Corse đã trở thành một tỉnh của Pháp.